# Astragalus erubescens
Astragalus erubescens är en ärtväxtart som beskrevs av Dieter Podlech. Astragalus erubescens ingår i släktet vedlar, och familjen ärtväxter. Inga underarter finns listade i Catalogue of Life.